# 浪江裕史
浪江 裕史（なみえ ひろし、1957年3月5日 - ）は、日本の脚本家。

## 経歴
兵庫県西宮市生まれ。関西大学商学部卒業。横浜放送映画専門学院を経て、井手俊郎に師事。現在、日本シナリオ作家協会会員。

## 作品

### テレビドラマ
- テレビ東京『ドラマ女の四季』「愉快な結婚仕掛け人」1988年
- テレビ東京『映画みたいな恋したい』1990年12月～1993年9月
- 関西テレビ『ドラマ・ドス』「殺しに来た男」「孤独の麻雀」1991年
- テレビ朝日『本当にあった怖い話』「恋人海岸の怪」1992年
- RKB毎日放送敬老の日スペシャルドラマ『とっておきの夏』1993年
- TBS愛の劇場『ママに宿題』第1・2週 1995年8月
- 日本テレビ『シンドラ　バージンドライブ』1995年9月
- フジテレビ『聖夜の奇跡』第1話「イブなんかいらない」1995年12月
- フジテレビ『木曜の怪談　ゴーストハンター早紀』第4話 1996年
- TBS愛の劇場『ひとりっ子同士』1996年9月～10月
- テレビ東京クリスマスドラマスペシャル『聖夜に逢いたい』1997年12月
- テレビ東京『コールMe』（メインライター）1997年4月～1998年3月
- 関西テレビ『こいまち』高知篇・京都篇 1999年1月～3月
- TBS愛の劇場『大好き!五つ子』第2・3・4週脚本協力　5・6週脚本 1999年
- TBS愛の劇場『大好き!五つ子2』2000年
- TBS愛の劇場『大好き!五つ子3』2001年
- 日本テレビ『金田一少年の事件簿』「速水玲香誘拐殺人事件」2001年8月
- TBS愛の劇場『大好き!五つ子4』2002年
- TBS愛の劇場『大好き!五つ子5』2003年
- BS TBS『LOVE@トレード』（双方向ドラマ）2003年
- TBS愛の劇場『大好き!五つ子6』第1・3・5・6・7週 2004年
- TBS愛の劇場『大好き!五つ子GO』第1・3・4・5・6・7週 2005年
- TBS愛の劇場『大好き!五つ子GO2』2006年
- TBS愛の劇場『大好き!五つ子GO3』2007年
- TBS愛の劇場『大好き!五つ子2008』2008年
- TBS愛の劇場ファイナル『大好き!五つ子』2009年
- フジテレビドラマチックサンデー『dinner』2013年1月～3月
- TBS新春ドラマ特別企画 『あしたの家族』2020年1月（新作落語「娘の結婚」が原案）

### テレビアニメ
- フジテレビ『サザエさん』 2011年~

### 映画
- 『ドリーム・メーカー』（東映）脚本協力

### ラジオ
- NHK名古屋『FMシアター』「ゴーストライター」2000年9月

### 新作落語
- 『福の神』
- 『カレーなる一族』
- 『娘の結婚』

### マンガ原作
- 『コミック版　大好き！五つ子』（ポプラ社、画 長谷川潤）2009年
- 『山口組四代目　竹中正久物語』（メディアックス、画 田上憲治）2011年

## 受賞歴
- 広島国際アマチュア映画祭最優秀賞(横浜放送映画専門学院卒業作品) 1982年
- 落語協会新作落語台本コンクール優秀賞 2007年